# Internationale Friedensfahrt 1968
Die 21. Internationale Friedensfahrt (Course de la paix) war ein Straßenradrennen, das vom 9. bis 24. Mai 1968 ausgetragen wurde und von Ost-Berlin über Prag nach Warschau führte. Der DDR-Fahrer Axel Peschel gewann die Einzelwertung, während Polen in der Mannschaftswertung siegte.

## Teilnehmer
Für die Friedensfahrt 1968 hatten 18 Mannschaften gemeldet, zwei weniger als im Vorjahr. Es fehlten gegenüber 1967 die Bundesrepublik, Algerien, Jugoslawien, Marokko und die Mongolei, wieder neu im Feld waren die schon früher beteiligten Mannschaften aus Italien, Norwegen und Schweden. Jedes Team startete wie üblich mit sechs Fahrern, lediglich die Niederländer traten nur zu fünft an, sodass insgesamt 107 Aktive an den Start gingen. Der Bund Deutscher Radfahrer hatte sich um eine Teilnahme beworben, diese wurde aber von der Organisatoren des Deutschen Radsport-Verbandes der DDR abgelehnt.
Die Mannschaften in der Übersicht:
| - Belgien - Bulgarien - Dänemark - DDR - Finnland - Frankreich - Großbritannien - Italien - Kuba | - Niederlande - Norwegen - Polen - Rumänien - Schweden - Schweiz - Sowjetunion (UdSSR) - Tschechoslowakei (CSSR) - Ungarn |

Der DDR-Radsport-Verband hatte folgende Fahrer nominiert:
Klaus Ampler, Günter Hoffmann, Siegfried Huster, Rainer Marks, Dieter Mickein und Axel Peschel.

## Strecke
Zwischen Ost-Berlin und Warschau mussten in 16 Etappen 2352 Kilometer zurückgelegt werden. Es gab drei Bergetappen im Thüringer Wald und im Erzgebirge, sowie zwei Einzelzeitfahretappen in der DDR und in Polen. Der längste Tagesabschnitt mit 198 Kilometern musste in Polen zwischen Rzeszów und Lublin zurückgelegt werden, die kürzeste Etappe war das 30-km-Zeitfahren von Suhl nach Ilmenau.

## Rennverlauf

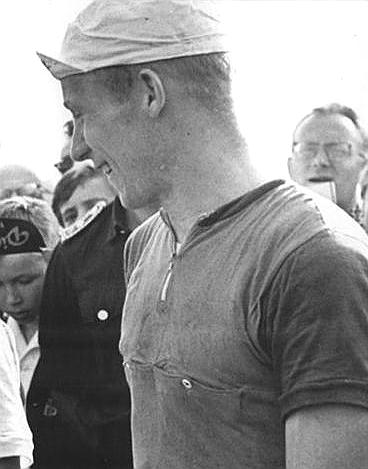
Einzelsieger: Axel Peschel, DDR

Bei widrigen Wetterverhältnissen nahm die Tour einen wechselhaften Verlauf. Es sah zunächst danach aus, als hätte das Rennen mit dem sowjetischen Fahrer Wladimir Tscherkassow einen klaren Favoriten. Er übernahm nach der vierten Etappe das Gelbe Trikot und beherrschte danach das Feld souverän, obwohl er zunächst von dem Tschechoslowaken Karel Vavra und später von den DDR-Fahrern Mickein und Peschel hartnäckig attackiert wurde. Erst auf der 14. und längsten Etappe wendete sich das Geschehen, als sich eine achtköpfige Spitzengruppe ohne Tscherkassow lösen konnte und mit sieben Minuten Vorsprung das Ziel in Lublin erreichte. Vavra übernahm wieder das Gelbe Trikot, das er beim Zeitfahren der vierten Etappe an Tscherkassow verloren hatte, um es beim Zeitfahren der 15. Etappe umgehend an Axel Peschel wieder zu verlieren. Auf der letzten Etappe ließ Peschel den Tschechoslowaken nicht davonfahren und rettete seinen 16-Sekunden-Vorsprung bis nach Warschau.
Um die Blauen Trikots der Mannschaftswertung entbrannte ein Zweikampf zwischen Polen und der DDR. Nach der dritten Etappe übernahmen die Polen die Spitze, verloren sie aber auf der fünften Etappe an die DDR-Mannschaft. Diese lag danach bis zum Zeitfahren der 14. Etappe in Front, doch beim Zeitfahren nahmen die Polen der DDR acht Minuten ab und legten damit den Grundstein für den endgültigen Mannschaftsgewinn.
Dem schlechten Wetter mussten vierzig Fahrer Tribut zollen, sodass nur 67 Teilnehmer das Ziel in Warschau erreichten. Finnland, Frankreich, Kuba, Norwegen und Schweden fielen schon vorzeitig aus der Mannschaftswertung heraus, da sie mehr als die Hälfte ihrer Fahrer verloren hatten.

### Etappenübersicht
| Etappe | Start – Ziel                               | Etappen- länge | Etappensieger                   | Zeit (h) | km/h |
| 01     | Ost-Berlin – Frankfurt (Oder) – Ost-Berlin | 170 km         | Zygmunt Hanusik (Polen)         | 3:48:40  | 44,5 |
| 02     | Ost-Berlin – Halle (Saale)                 | 189 km         | Noël Van Tyghem (Belgien)       | 4:48:19  | 39,2 |
| 03     | Halle – Suhl                               | 194 km         | Zenon Czechowski (Polen)        | 5:16:55  | 36,9 |
| 04     | Suhl – Ilmenau (Einzelzeitfahren)          | 030 km         | Thorleif Andresen (Norwegen)    | 0:48:16  | 36,2 |
| 05     | Ilmenau – Aue                              | 181 km         | Klaus Ampler (DDR)              | 4:40:50  | 38,9 |
| 06     | Aue – Prag                                 | 195 km         | Dieter Mickein (DDR)            | 4:47:05  | 40,4 |
| 07     | Prag – Hradec Králové                      | 145 km         | Joseph Schoeters (Belgien)      | 3:26:30  | 42,5 |
| 08     | Rund um Hradec Králové                     | 119 km         | Joseph Schoeters (Belgien)      | 2:49:11  | 42,2 |
| 09     | Vamberk – Otrokovice                       | 179 km         | Giacinto Santambrogio (Italien) | 4:05:27  | 43,9 |
| 10     | Gottwaldov – Karviná                       | 150 km         | Jiří Zelenka (CSSR)             | 3:41:53  | 40,9 |
| 11     | Karviná – Kattowitz                        | 131 km         | Josef Ripfel (Schweden)         | 3:05:07  | 42,6 |
| 12     | Kattowitz – Krakau                         | 135 km         | Rino Montanari (Italien)        | 3:09:55  | 42,7 |
| 13     | Krakau – Rzeszów                           | 161 km         | Ole Højlund (Dänemark)          | 3:54:52  | 41,2 |
| 14     | Rzeszów – Lublin                           | 198 km         | Virginio Levati (Italien)       | 4:46:35  | 41,8 |
| 15     | Puławy – Radom (Einzelzeitfahren)          | 050 km         | Jan Magiera (Polen)             | 1:09:57  | 42,9 |
| 16     | Radom – Warschau                           | 125 km         | Klaus Ampler (DDR)              | 2:52:07  | 44,2 |

## Endresultate
| Einzelwertung | Einzelwertung      | Einzelwertung | Einzelwertung |
| ------------- | ------------------ | ------------- | ------------- |
|               | Fahrer             | Mannschaft    | Zeit          |
| 01.           | Axel Peschel       | DDR           | 57:45:58 h    |
| 02.           | Karel Vavra        | CSSR          | + 0:16 min    |
| 03.           | Jan Magiera        | Polen         | + 0:54 min    |
| 04.           | Gainan Saidchushin | UdSSR         | + 1:06 min    |
| 05.           | Ole Hojlund        | Dänemark      | + 1:38 min    |
| 06.           | Zygmunt Hanusik    | Polen         | + 2:24 min    |
| 07.           | Serge Pacary       | Frankreich    | + 4:04 min    |
| 08.           | Joseph Schoeters   | Belgien       | + 4:12 min    |
| 09.           | Dieter Mickein     | DDR           | + 6:07 min    |
| 10.           | Zenon Czechowski   | Polen         | + 6:09 min    |
| 11.           | Kazimierz Jasiński | Polen         | + 6:30 min    |
| 12.           | Andrzej Bławdzin   | Polen         | + 7:42 min    |
| 13.           | Klaus Ampler       | DDR           | + 7:45 min    |
| 14.           | Günter Hoffmann    | DDR           | + 10:01 min   |
| 15.           | Jiří Zelenka       | CSSR          | + 11:59 min   |
| 16.           | Pavel Doležel      | CSSR          | + 11:59 min   |
| 17.           | Marian Kegel       | Polen         | + 12:30 min   |
| 18.           | Rainer Marks       | DDR           | + 12:46 min   |
| 19.           | Miloš Hrazdíra     | CSSR          | + 13:35 min   |
| 20.           | Siegfried Huster   | DDR           | + 14:31 min   |
| 0…            |                    |               |               |
| 67.           | Willy Luginbühl    | Schweiz       | + 4:34:53 h   |

| Mannschaftswertung | Mannschaftswertung                                        | Mannschaftswertung | Mannschaftswertung |
| ------------------ | --------------------------------------------------------- | ------------------ | ------------------ |
|                    | Mannschaft                                                | Zeit               |                    |
| 01.                | Polen                                                     | 173:09:40 h        |                    |
| 02.                | DDR                                                       | + 5:15 min         |                    |
| 03.                | Tschechoslowakei                                          | + 20:43 min        |                    |
| 04.                | Belgien                                                   | + 27:34 min        |                    |
| 05.                | Sowjetunion                                               | + 29:21 min        |                    |
| 06.                | Rumänien                                                  | + 1:00:08 h        |                    |
| 07.                | Bulgarien                                                 | + 1:04:59 h        |                    |
| 08.                | Italien                                                   | + 1:14:35 h        |                    |
| 09.                | Dänemark                                                  | + 1:24:55 h        |                    |
| 10.                | Ungarn                                                    | + 1:59:05 h        |                    |
| 11.                | Niederlande                                               | + 3:02:08 h        |                    |
| 12.                | Großbritannien                                            | + 3:25:54 h        |                    |
| 13.                | Schweiz                                                   | + 4:05:30 h        |                    |
|                    | ausgeschieden: Finnland Frankreich Kuba Norwegen Schweden |                    |                    |

| Aktivste Fahrer | Aktivste Fahrer    | Aktivste Fahrer | Aktivste Fahrer |
| --------------- | ------------------ | --------------- | --------------- |
|                 | Fahrer             | Mannschaft      | Punkte          |
| 01.             | Peep Jöffert       | UdSSR           | 41              |
| 02.             | Zygmunt Hanusik    | Polen           | 35              |
| 03.             | Zenon Czechowski   | Polen           | 29              |
| 04.             | Gainan Saidchushin | UdSSR           | 25              |
| 05.             | Dieter Mickein     | DDR             | 22              |

## Fahrerprofile
1. ↑  Bund Deutscher Radfahrer (Hrsg.): Radsport. Nr. 20. Deutscher Sportverlag Kurt Stoof, Köln 1968, S. 12.
2. ↑  Jiří Zelenka (* 8. Januar 1946) → Radsportseiten 47193